# Ырмак, Чаган
Чаган Ырмак (тур. Çağan Irmak; род. 4 апреля 1970 года) — турецкий кинорежиссёр, сценарист, композитор, киноактёр.

## Карьера
Окончил Эгейский университет в Измире.
В 2014 году на телеэкранах россиян прошёл 30-серийный фильм «Королёк — птичка певчая».
В список 250 лучших фильмов (по версии IMDb) входит фильм Чагана Ырмака «Мой отец и мой сын», снятый по собственному сценарию в 2005 году. В том же году Ч. Ырмак был удостоен двух премий Ассоциации кинокритиков Турции (как сценарист, и как режиссёр). А в 2006 году фильм стал победителем Международного Стамбульского кинофестиваля. 
В 2011 году снимает фильм «Народ моего деда».